# Pierre-Claude-Victor Boiste
Pierre-Claude-Victor Boiste, né à Paris en 1765 et mort à Ivry-sur-Seine le 24 avril 1824, est un lexicographe et poète français.

## Biographie
Avocat de formation, puis imprimeur, il est l'auteur d'un dictionnaire de géographie universelle et de plusieurs dictionnaires de langue et littérature françaises, dont le plus connu est le Dictionnaire universel de la langue française.
Paru en 1800 et quinze fois revu, augmenté et réédité, notamment par Charles Nodier, jusqu'en 1866, le Dictionnaire universel de Boiste connut un franc succès avant d'être supplanté par les dictionnaires d'Émile Littré et de Pierre Larousse. Un encyclopédiste le décrivait ainsi en 1853 :

« C'est [...] le Dictionnaire des Dictionnaires de notre langue. Partout les mots y sont définis avec toutes les variantes d'orthographe des divers lexicographes français, avec toutes celles des définitions et des différentes acceptions, sous toutes leurs faces, dans toutes leurs nuances, recueillies avec un soin méticuleux, analysées même jusqu'à la quintessence. À côté des locutions à jamais fixées dans la langue nationale par les Pascal, les Bossuet, les Fénelon, se trouvent çà et là les expressions si énergiques, si pittoresques de Rabelais, de Montaigne, brillantes encore de leur verdeur. Le livre a pour appendices plusieurs dictionnaires et traités spéciaux qui le développent et le complètent, de sorte qu'on est sûr d'avoir sous la main, dès qu'on le désire, une foule de mots techniques empruntés à toutes les sciences, à tous les arts, à tous les métiers, à côté des néologismes les plus acclimatés ou récemment transplantés des langues étrangères. Chaque mot, enfin, quant à son emploi, est toujours accompagné d'une autorité respectable empruntée au monde, à la chaire, à la tribune, aux carrefours, à la scène, au barreau, etc.. »

En 1866, Pierre Larousse le jugeait ainsi :

« C'est un travail très-estimable, dont la nomenclature est beaucoup plus complète et beaucoup plus riche que celle de l'Académie. Mais cet ouvrage ne saurait faire autorité ; il donne une foule de mots qui ne sont ni de la langue ni de l'usage ; ses étymologies, dont aucune n'est raisonnée, ne sauraient avoir la moindre valeur ; ses définitions, toujours extrêmement courtes, éclairent peu la signification des mots ; il laisse trop à deviner ; les diverses figures qu'il emploie, ainsi que les abréviations qu'il accumule, sont un véritable grimoire pour celui qui cherche les différentes acceptions. Boiste a fait une sorte d'anatomie lexicographique ; son squelette est complet, il n'y manque ni un nerf, ni un tendon, ni une articulation ; mais la moelle, le sang, la chair, la vie enfin, y font complètement défaut. »

Une simple citation, ajoutait Pierre Larousse, faillit coûter cher à l'auteur du Dictionnaire universel. Un matin de 1805, Boiste fut arrêté et conduit à l'hôtel de Fouché. À sa stupéfaction, le chef de la police impériale l'accusa d'avoir outragé l'Empereur en le traitant de spoliateur. Ne sachant comment se défendre, Boiste fut promptement écroué à la Conciergerie. Il fallut l'intervention de deux membres de l'Institut auprès de l'Empereur pour démêler l'affaire : afin d'illustrer l'usage de spoliatrice, féminin de spoliateur, Boiste avait cité un discours de Bonaparte. Lorsque le lexicographe fut remis en liberté, Napoléon félicita ironiquement son ministre de son zèle éclairé, et Boiste finit comme tout le monde par s'amuser de sa mésaventure.

## Publications

### Dictionnaires
- I° Art d'écrire et de parler français (Titre général)
  - 1°  Dictionnaire universel de la langue françoise, extrait comparé des dictionnaires anciens et modernes, ou Manuel d'orthographe et de néologie,
    - 1800, in-8°, en collaboration avec Bastien ;
    - 2e édit. 1803,  2 vol. in-8° ; 1803: [//books.google.com/books?id=TFZKAAAAYAAJ ] -  –b [//books.google.com/books?id=yZgGAAAAQAAJ ] - 
    - 3e, 1808 ;
    - 4e, 1812, in-4° oblong, et 2 vol. in-8° ;
    - 5e, 1819, in-4° oblong, et 2 vol.  in-8° ;
    - 6e, Verdière, 1825, in-4°, ou 2 vol. in-8° ;
    - 7e, Nodier, 1836 : [//books.google.com/books?id=4ZDQjn0Zt74C ]
    - 11e Édition, 1843 [//books.google.com/books?id=zQt8x9U5r4MC ]
    - Parallèlement, on a vu paraître sous le titre de Dictionnaire universel : Dictionnaire universel portatif de la langue française de Gattel | Le Dictionnaire universel portatif de la langue française, avec sa  prononciation figurée et l'étymologie de chaque  mot, par Claude-Mario Gattel (l’abbé), Lyon, 1797, 1813, 2 vol. in-8° ; 1819,  vol. in-4°, et 2 vol. in-8°; 1827, 2 vol, gr.  in-8°; 1829, 2 vol. in-8°, réimpression en 1803, à l'insu de l'auteur.
      - Tome 1: [//books.google.com/books?id=p5MPAAAAQAAJ ]
      - Tome 2 :

    - Puis viendra le Nouveau dictionnaire universel de la langue française, de Prosper Poitevin, en 1854 :
      - Tome 1 : [//books.google.com/books?id=625XAAAAYAAJ ]
      - Tome 2 ; [//books.google.com/books?id=voVFAAAAcAAJ ]
- II° Nouveaux  Principes de grammaire de Boiste | Nouveaux  Principes de grammaire, suivis de notes grammaticales  élémentaires, de solutions de questions et difficultés  grammaticales d'après ces principes, de réflexions  sur la génération des idées, sur le langage  et l'harmonie, avec un appendice sur la philosophie  et une lettre sur la critique, Paris, 1820, 1 vol. in-8°. [//books.google.com/books?id=urlDAAAAcAAJ ] .
- III° Dictionnaire des belles-lettres de Boiste | Dictionnaire des belles-lettres, contenant les éléments  de la littérature théorique et pratique appuyés  d'extraits raisonnes des écrits didactiques d'Aristote, de Cicéron, d'Horace, de MM. de Barante, Lefebure, Guizot, etc., Paris, 1821-24, in-8°, 5 vol. (sur les 10 annoncés) [//books.google.com/books?id=E1cNS0yhfaQC ]
- IV° Dictionnaire de  géographie universelle  de Boiste | Dictionnaire de  géographie universelle, ancienne et moderne, comparée, rédigé sur le plan de Vosgien, Paris, 1806,  vol. in-8°, avec un atlas de 51 cartes coloriées.
- V° Dictionnaire complet des synonymes ou acceptions de la langue française, extraits, la plupart, des ouvrages les plus estimés, contenu dans Complément du dictionnaire de l'Académie française (1839) et dans 13e Édition du Dictionnaire universel :

### Poésie
- VI° L'Univers de Boiste  | L'Univers, poëme en prose et en douze chants | L'Univers, poème en prose, en douze chants, suivi de notes et d'observations sur le système de Newton et la théorie physique de la Terre,  publié sous le voile de l'anonyme, Paris, 
  - 1801 (an 9) ;
  - 2e édit., 1802,2 vol. in-8° ;
  - 3e édit., 1805 ; sous le titre de L'Univers délivré, Narration épique ; suivie de notes. sur le Système de Newton. Deuxième édition. Avec figures de Füssli. Paris, Lefevre, Artaud. 1805 - 2 vol.in-8; 8-378pp., (4)-495pp.;
  - 4e édit., 1809 L'Univers de Boiste  |  L'Univers délivré, narration  épique en 25 livres, in-8°, fig ???.